# At the Gates (игра)
At the Gates (с англ. — «У ворот»; также встречается название Jon Shafer’s At the Gates) — 4X-стратегия, разработанная Джоном Шейфером, ведущим геймдизайнером Civilization V, и выпущенная 23 января 2019 года. Игра разворачивается в эпоху падения Римской империи, а игрок управляет за племя варваров. Значимой особенностью игрового процесса является смена времён года.

## Игровой процесс
Игра является 4X-стратегией на шестиугольной карте. Игрок управляет за племя варваров, цель которого — добиться падения Западной Римской империи. Карта меняется в зависимости от времени года, а ресурсы со временем иссякают, что заставляет племена периодически мигрировать.

## Разработка
До разработки At the Gates, Джон Шейфер был работником Stardock. Он помогал компании исправить дизайн Elemental: War of Magic, получившей после выпуска игры в 2010 году слабые оценки от критиков. После выпуска в 2012 году римейка, Elemental: Fallen Enchantress, Шейфер получил возможность руководить собственным проектом. Однако во время разработки Elemental он понял, что руководить проектом вовсе не так весело, как создавать игры самостоятельно: «это нарастает снежным комом до длинной цепочки боли. Ты всё пытаешься прийти к чему-то хорошему, но это сложно».
В 2013 году Шейфер объявил об уходе из Stardock и основании собственной студии, Conifer Games, первой игрой которой станет At the Gates, выпуск которой был назначен на июнь 2014 года. После анонса проекта на краудфандинговой платформе Kickstarter, игра к марту 2013 года собрала 106 283 $ на разработку игры. К Шейферу присоединились художник Кай Федева и программист Джонатан Крист. Как и Шейфер, Федева и Крист работали над проектом бесплатно, хотя только Шейфер работал над ним полный рабочий день.
Изначально At the Gates была «прототипом идей», которые хотел опробовать Шейфер, — таких как цикличное изменение карты в зависимости от времён года. Он также хотел улучшить работу, которую он сделал для Civilization V, посчитав свою попытку реализовать искусственный интеллект неудачной, равно как и решение ограничить число юнитов, которые могут одновременно стоять на одной клетке, до одного. На момент анонса разработка игры велась в течение года.
Альфа-тестирование игры началось в октябре 2013 года, а датой выпуска Шейфер называл 2015 год: «моя цель — создать стратегическую игру, которая не только приносит новые идеи в жанр, но и является хорошо проработанной на старте». Вдохновившись другими играми, такими как Crusader Kings, Шейфер начал добавлять больше функций в At the Gates, не входящих в изначальную задумку, что значительно растянуло время разработки. В результате у него возникли проблемы с тем, чтобы сочетать разработку и личную жизнь, что в конечном итоге привело к тому, что он перестал отчитываться о работе на Kickstarter. Описывая этот период, Шейфер вспоминает:

Всё просто разваливалось. Я не работал над игрой довольно продолжительное время. Я не проверял электронную почту, не платил по счетам, не разговаривал с людьми, не делал ничего. Всё просто остановилось.

Когда выпуск игры был отложен на значительный срок, Шейфер устроился на работу в Paradox Development Studio в мае 2017 года, решив распределять время между разработкой At the Gates и работой на Paradox. Однако через шесть месяцев он объявил о том, что покидает студию из-за творческих разногласий.
Игра была выпущена 23 января 2019 года, спустя семь лет разработки.

## Критика
| Сводный рейтинг | Сводный рейтинг |
| Агрегатор       | Оценка          |
| --------------- | --------------- |
| GameRankings    | 66,83 %         |

Игра получила посредственные отзывы критиков. На агрегаторе рецензий Metacritic средний балл версии игры для ПК составляет 63 из 100 на основе 25 рецензий.